# Ел Педросо
Ел Педросо (на испански: El Pedroso) е населено място и община в Испания. Намира се в провинция Севиля, в състава на автономната област Андалусия. Общината влиза в състава на района (комарка) Сиера Норте де Севиля. Заема площ от 314 km². Населението му е 2218 души (по преброяване от 2010 г.). Разстоянието до административния център на провинцията е 69 km.
За покровител на града се смята Светата дева на Еспино.

## Демография
| 1996 | 1998 | 1999 | 2000 | 2001 | 2002 | 2003 | 2004 | 2005 | 2006 |
| ---- | ---- | ---- | ---- | ---- | ---- | ---- | ---- | ---- | ---- |
| 2403 | 2422 | 2406 | 2380 | 2379 | 2348 | 2308 | 2300 | 2291 |      |